# Одиннадцатая поправка к Конституции США

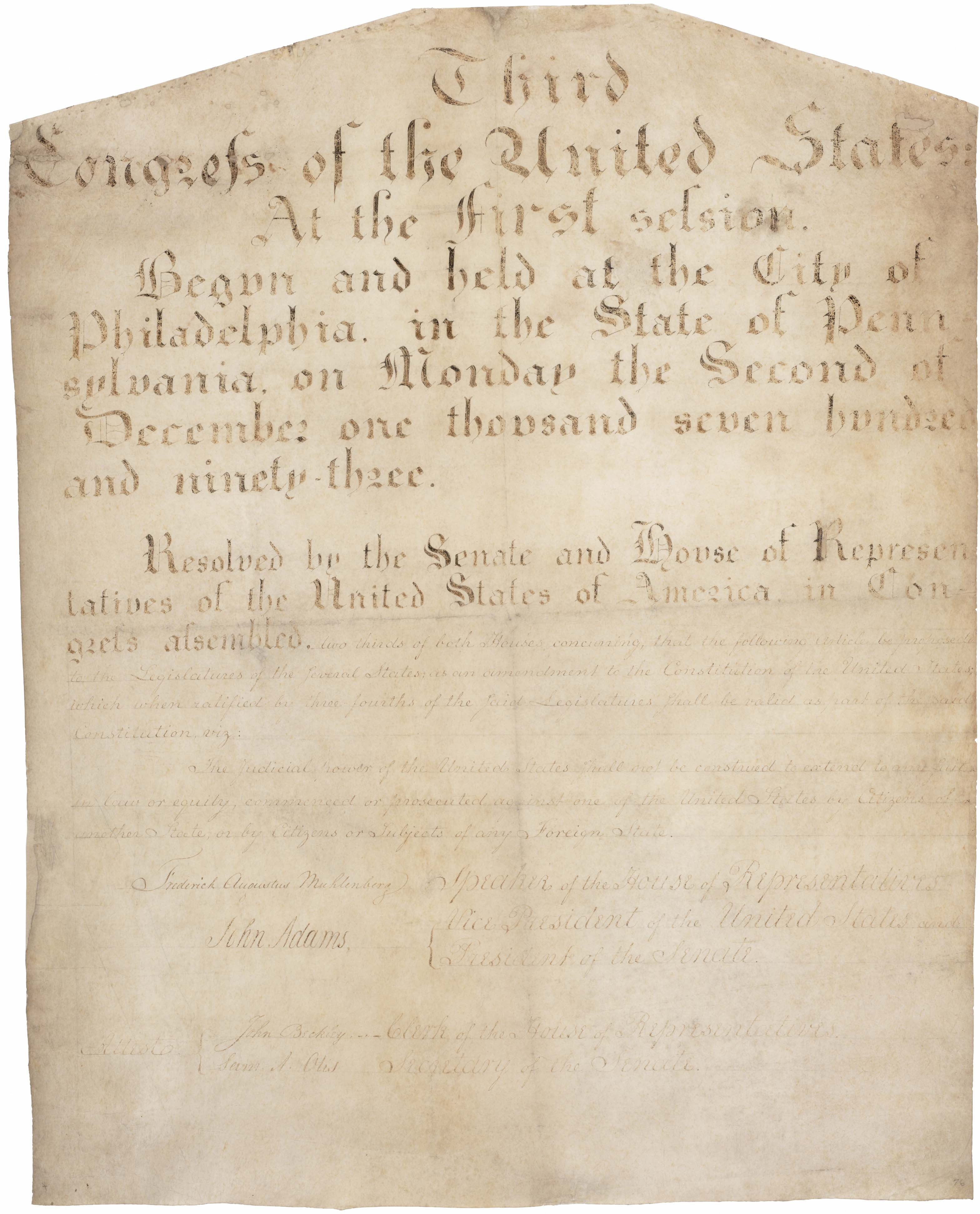
Официальный текст 11-й поправки

Одиннадцатая поправка к Конституции США обеспечивает судебный иммунитет штатов: иски, поданные против какого-либо из штатов, должны рассматриваться не федеральным судом, а судом этого штата. Была принята Конгрессом 4 марта 1794 года и ратифицирована необходимым количеством штатов 7 февраля 1795 года. Текст поправки:

Судебная власть Соединенных Штатов не должна распространяться на какое-либо исковое производство, основанное на общем праве или праве справедливости, которое возбуждено либо ведется против одного из штатов гражданами другого штата либо гражданами или подданными какого-либо иностранного государства.Оригинальный текст (англ.)The Judicial power of the United States shall not be construed to extend to any suit in law or equity, commenced or prosecuted against one of the United States by Citizens of another State, or by Citizens or Subjects of any Foreign State— 
Данная поправка относится к одной из конституционных гарантий о территориальной целостности штата, защищая их от судебных исков граждан других штатов. Одиннадцатая поправка предложена к принятию на заседании 3 съезда Конгресса 4 марта 1794 года, когда была одобрена Палатой представителей голосами 81 к 9, до этого принятая Сенатом 14 января 1794 года голосами 23 к 2.
90-е года XX века отмечаются выделяющимся количеством решений Верховного суда США по защите суверенного иммунитета штатов, при этом несмотря на то, что XI поправка в своем тексте упоминает только про запрет искового производства, решения Верховного суда конкретизировали запрет любому индивиду, не только гражданину другого штата, но и гражданам этого штата, подавать частные иски в федеральный суд в отношении этого штата.
По делу Seminole Tribe of Florida v. Florida в 1996 году по спору между индейским племенем Семинолов и штатом Флорида суд указал, что у Конгресса нет полномочий отменять иммунитет штата, поэтому иск должен быть отозван. Данная позиция была усилена также решениями суда по делам Alden v. Maine (в котором суд указал, что XI поправка не даёт ответа на вопрос о наличии права Конгресса инициировать частные иски против штатов в судах штатов, однако высказал мнение что «Власть Конгресса санкционировать иски против штатов в их собственных судах было бы даже большим посягательством на суверенитет штатов, чем власть санкционировать иски на федеральном уровне».), Florida v. College Saving bank College и Saving bank v. Florida.
Высказываются мнения относительно позиции Верховного суда США по отношению к применению XI поправки в XX веке, согласно которым суд редко обращался к этой поправке (наравне с X и XIV поправками) отменяя акты Конгресса, лишая силы федеральные законы, и, в то же время, решения Верховного Суда США, относящиеся к федерализму, применяя X и XI поправки защитили штаты, напомнив Конгрессу о пределах его власти управления.